# Société linnéenne de Nouvelle-Galles du Sud
La Société linnéenne de Nouvelle-Galles du Sud (Linnean Society of New South Wales en anglais) est une société savante faisant partie des nombreuses sociétés linnéennes ainsi nommées en hommage au naturaliste suédois Carl von Linné (1707-1778).
Elle fut fondée à Sydney, en 1874, par l'entomologiste William John Macleay (1820-1891) et servit notamment de cadre à la conservation des collections du cousin de celui-ci, le naturaliste William Sharp Macleay (1792-1865).
En septembre 1882, un incendie détruisit la bibliothèque et une partie du matériel scientifique de la société. Les efforts de William John Macleay permirent néanmoins à cette dernière de poursuivre ses activités.
En 1903, la Société linnéenne de Nouvelle-Galles du Sud créa la bourse Macleay qui, depuis lors, a aidé de nombreux étudiants de l'université de Sydney à poursuivre leurs études et à engager des travaux de recherche significatifs dans les domaines de la botanique, de la zoologie ou de la géologie.